# Tous les matins du monde (film)
Pour les articles homonymes, voir Tous les matins du monde (homonymie).
Pour plus de détails, voir Fiche technique et Distribution.
Tous les matins du monde est un film français réalisé par Alain Corneau, sorti en 1991. 
Le scénario du film est tiré du roman du même nom de Pascal Quignard, qui retrace la vie du compositeur français du XVIIe siècle et du XVIIIe siècle, Marin Marais, et ses relations avec un autre compositeur contemporain, son maître, Jean de Sainte-Colombe.
Il rencontre un important succès, avec plus de deux millions d'entrées, et remporte le César du meilleur film (1992). Il contribue à la renaissance de la musique baroque et à faire connaître la viole de gambe, interprétée dans le film par Jordi Savall, grand spécialiste de cet instrument.

## Synopsis
À la fin de sa vie, Marin Marais (1656-1728), violiste des XVIIe et XVIIIe siècles, se remémore ses souvenirs de jeunesse et en particulier son apprentissage de la viole de gambe auprès de son maître, Monsieur de Sainte-Colombe (vers 1640-vers 1700) et de ses deux filles, Madeleine et Toinette.

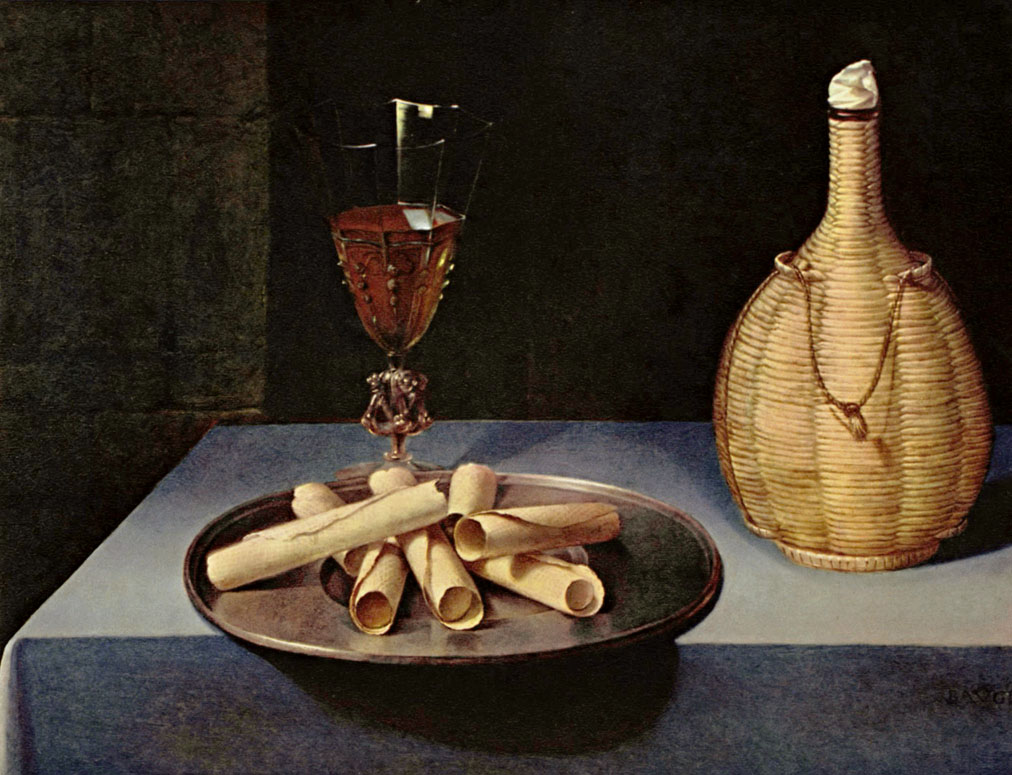
Le Dessert de gaufrettes (1630-1635), nature morte de Lubin Baugin.

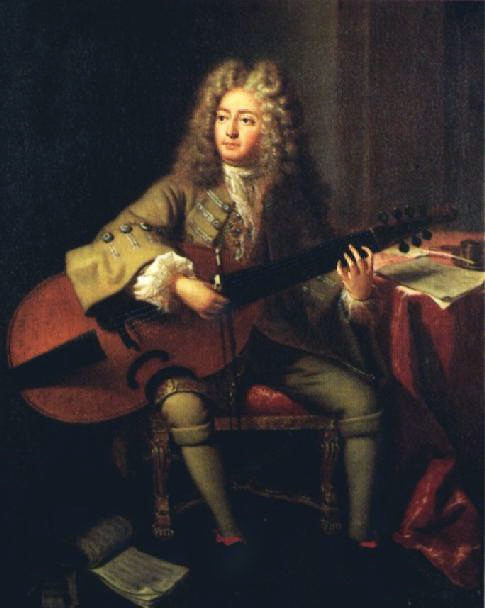
Marin Marais et sa viole de gambe en 1704.

1673, dans la campagne près de Paris. Marin Marais, un adolescent gauche de 17 ans, se présente à Monsieur de Sainte-Colombe, un joueur de viole connu pour son austérité (il est janséniste), sa sévérité et son caractère très dur, voire brutal : il souhaite devenir son disciple. Réputé pour sa virtuosité et pour ses innovations techniques (tenue de la viole tenue et coups d'archet qu'il garde pour lui, addition d'une septième corde pour obtenir des notes plus graves), Monsieur de Sainte-Colombe refuse - non sans orgueil - de faire partie des musiciens du roi et méprise ouvertement la cour. Veuf inconsolable d'une épouse adorée et morte prématurément, il vit retiré du monde avec ses deux filles qui atteignent l'âge d'être femme.
Joli blond aux yeux clairs, le jeune et ambitieux Marais raconte son histoire d'une voix sourde : il était « membre du chœur professionnel de l'église collégiale Saint Germain l'Auxerrois, en tant qu'élève de la maîtrise ; lorsque sa voix mua, il choisit de quitter l'ensemble pour se consacrer de manière très approfondie à la viole dont il avait appris à jouer au cours de sa formation de chantre/choriste et de joueur de viole d'accompagnement, lors de ses études de musique effectuées dans cette église. Son ami Michel-Richard de Lalande, qui n'avait pas mué, resta dans la formation. Marin Marais ne désirait pas être cordonnier comme son père. Il est doué pour la viole de gambe... ». Le maître, après avoir écouté le jeune homme jouer une improvisation sur la Folia (air célèbre de l'époque, pouvant donner lieu à de nombreuses variations), lui annonce froidement : « Je ne pense pas que je vais vous admettre parmi mes élèves ». Devant l'étonnement du jeune homme, il ajoute brutalement : « Vous faites de la musique, Monsieur, vous n'êtes pas musicien. » Marin joue alors un air de sa composition, qui, loin d'enthousiasmer le maître, l'émeut malgré tout. Monsieur de Sainte-Colombe l'accepte un mois plus tard, pour « votre douleur et non pour votre art ».
Vivant quasi-recluses, les deux filles du maître (en particulier Madeleine, l'aînée) sont émues par l'arrivée du jeune homme dans la gentilhommière. Le maître (qui a refusé d'aller jouer de la viole devant le roi Louis XIV), passe ses journées seul au fond du jardin, dans une cabane qu'il a fait construire dans les branches d'un mûrier. Là, il travaille inlassablement son art et reçoit parfois la visite du fantôme de sa défunte épouse. Il fait peindre par Lubin Baugin la table (portant un verre de vin, une bouteille clissée et une assiette d'oublies) derrière laquelle l'apparition s'assied pour l'écouter jouer.
Pendant que le maître s'absente de ce monde, son élève et Madeleine, sa fille aînée, entament une relation amoureuse. Alors que Marin Marais commence son ascension à la cour du roi, il s'attarde à en raconter les détails à Madeleine pendant une leçon de viole, Monsieur de Sainte-Colombe lui enjoint à plusieurs reprises de jouer, en vain, et entre en fureur de voir son élève rechercher la gloire (et non la musique) : il fracasse la viole du virtuose mondain contre la cheminée et le chasse hors de sa vue, mettant un terme à leurs leçons. Marais revient, obstinément, à l'insu du maître, prendre des leçons particulières auprès de Madeleine qui, profondément éprise, lui transmet tout ce qu'elle sait ; elle l'introduit même sous la cabane de son père, pour que Marais puisse s'inspirer des thèmes, des ornements inédits et du jeu inégalable du maître, lui vantant des morceaux jamais publiés, attisant ainsi sa curiosité.
L'ascension de Marin Marais parmi les musiciens de la cour continue ; il s'éloigne de plus en plus de l'austère maison campagnarde. Il annonce finalement à Madeleine qu'il ne reviendra plus car « il a vu d'autres visages. » Elle s'alite alors, accouche d'un enfant mort-né et tombe en cachexie.
Au fil des années, le mutisme de monsieur de Sainte-Colombe s'accentue. Il refuse à Madeleine, confinée au lit, de lui jouer « La Rêveuse », une pièce que Marais avait composée pour elle autrefois. Sainte-Colombe, sentant sa fille approcher de la mort, envoie un billet à Marais lui mandant de venir à son chevet. Celui qui est devenu un musicien bien en cour dirige à Versailles l'orchestre de chambre du roi, en battant impérieusement la mesure de sa canne (comme le faisait Lully) quand il reçoit le billet ; il refuse tout net de se déplacer. Sa battue se dérègle et il monte en carrosse pour aller chez les Sainte-Colombe. Madeleine, défigurée par la vérole et par l'anorexie, réalise en le revoyant qu'elle a aimé passionnément et tout donné à quelqu'un qui se révèle n’être finalement qu'un cynique égoïste, qui ne sait que s'étonner de la décrépitude où elle est tombée. Marais s'en va après avoir joué pour Madeleine. Elle se pend au baldaquin de son lit après son départ (avec des rubans de chaussures offerts, jadis, par Marin Marais).
Marin Marais (comme narrateur) ponctue la scène par l'aphorisme « Tous les matins du monde sont sans retour » qui donne son titre au film (extrait du chapitre XXVI de l'œuvre de Quignard).
Dans les années suivant la mort de Madeleine, Marais, pourtant devenu chef d'orchestre de la musique du roi, continue à se rendre tous les soirs chez Sainte-Colombe pour se glisser sous la cabane et tenter d'entendre les fameuses pièces que Madeleine avait évoquées, en vain. Une nuit, le vieux maître se lamente, seul, et Marais se découvre. Sainte-Colombe lui pardonne et accepte de lui donner « sa première leçon » lorsque Marin Marais lui témoigne qu'il a compris que la musique n'était ni pour Dieu, ni pour la gloire ("Elle est un petit abreuvoir pour ceux que le langage a désertés"). Prêtant à Marais la viole de sa défunte fille, Sainte-Colombe lui montre une fois la partition des pièces et referme le livre avant qu'ils ne se mettent à jouer.
Le film se termine sur la fin du récit de Marin Marais à la cour. Dans son dernier jour, il s'éteint, voit Sainte-Colombe lui apparaître et lui confier qu'il a été fier de le compter parmi ses élèves.

## Fiche technique
- Titre : Tous les matins du monde
- Réalisation : Alain Corneau
- Scénario : Alain Corneau et Pascal Quignard (d'après son roman du même nom)
- Photographie : Yves Angelo
- Son : Pierre Gamet
- Montage : Marie-Josèphe Yoyotte et Florence Ricard (assistante)
- Musique : Jordi Savall (Marin Marais, Sainte-Colombe, Jean-Baptiste Lully, François Couperin, etc.)
- Décors : Bernard Vézat
- Costumes : Corinne Jorry
- Producteur : Jean-Louis Livi
- Producteur exécutif : Bernard Marescot
- Sociétés de production : Film Par Film, DD Productions, Dival Films, SEDIF Productions et FR3 Films Production avec la participation du Centre National de la Cinématographie et de Canal+
- Sociétés de distribution : Bac Films (France), Entertainment One, Alliance Atlantis et Cineplex Odeon Corporation (Canada), Abril Vídeo (pt)(Portugal) et October Films(États-Unis)
- Pays d’origine :  France
- Langue originale : Français
- Format : Couleur — 35 mm — 1,37:1 — Son : Dolby
- Genre : Drame et biopic
- Durée : 115 minutes
- Dates de sortie : 
  - France : 18 décembre 1991

## Distribution
- Jean-Pierre Marielle : Monsieur de Sainte-Colombe
- Gérard Depardieu : Marin Marais
- Anne Brochet : Madeleine
- Guillaume Depardieu : Marin Marais jeune
- Carole Richert : Toinette
- Michel Bouquet : Lubin Baugin, le peintre
- Jean-Claude Dreyfus : L'abbé Mathieu
- Yves Gasc : Caignet
- Yves Lambrecht : Chambonnières
- Jean-Marie Poirier : Monsieur de Bures
- Myriam Boyer : Guignotte
- Violaine Lacroix : Madeleine, jeune
- Nadège Téron : Toinette, jeune
- Caroline Silhol : Madame de Sainte-Colombe
- Philippe Duclos : Brunet (voix)

## Musiques
- Musiques dirigées et interprétées par Jordi Savall :
  - Une jeune fillette : traditionnel, arrangement Jordi Savall
  - François Couperin : Troisième leçon de ténèbres à 2 voix
  - Jean-Baptiste Lully : Marche pour la cérémonie des Turcs (extraite de la comédie-ballet Le Bourgeois gentilhomme de Molière)
  - Marin Marais : le Badinage, la Rêveuse, l'Arabesque du quatrième livre de pièces pour violes, les Folies d'Espagne et Tombeau pour M. de Sainte Colombe du second livre, Muzette I et Muzette II du troisième livre, Sonnerie de Sainte-Geneviève du Mont de Paris[3] des pièces en trio
  - Jean de Sainte-Colombe : les Pleurs, concert à deux violes le Retour, Gavotte du Tendre
  - Monsieur de Sainte-Colombe, le fils : Prélude en sol mineur (plus improvisation de Jordi Savall), Fantaisie en mi mineur, arrangement Jordi Savall.

Musiques interprétées par Le Concert des Nations : Jordi Savall (basse de viole, direction), Montserrat Figueras (soprano), Maria Cristina Kiehr (soprano), Rolf Lislevand (théorbe), Christophe Coin (basse de viole), Pierre Hantaï (clavecin), Jérôme Hantaï (viole).
La bande-son du film intègre le « Top 30 » RTL-Virgin Radio et remporte un disque d'or.

## Production
Alain Corneau voulait intituler le film Tombeau des regrets mais Jean-Louis Livi l'obligea à changer de titre. 
Tous les matins du monde a notamment utilisé comme lieux de tournage :
- Château-Bodeau[6],[7] à Rougnat dans la Creuse ;
- Place Saint-Pierre d'Evaux-les-Bains, dans la Creuse ;
- Chapelle de l'abbaye de Moutier-d'Ahun[6] dans la Creuse ;
- la Galerie dorée de l'hôtel de Toulouse à Paris.

## Box-office
Le film a réuni 2 152 966 spectateurs au box-office français 1991

## Contexte de l'époque
Jean de Sainte-Colombe (qui a pour élève Marin Marais), est un partisan de l'austère jansénisme. Plus exactement, il soutient Port-Royal des Champs.

## Distinctions
- César du cinéma 1992
  - César du meilleur film : Alain Corneau et Jean-Louis Livi
  - César de la meilleure actrice dans un second rôle : Anne Brochet
  - César du meilleur réalisateur : Alain Corneau
  - César de la meilleure musique : Jordi Savall
  - César de la meilleure photographie : Yves Angelo
  - César des meilleurs costumes : Corinne Jorry
  - César du meilleur son : Gérard Lamps, Pierre Gamet et Anne Le Campion
- Prix Louis-Delluc 1991